# Etchaottine
Etchaottine (Fort Liard Indijanci; Acho Dene Koe =People of the Liard Valley; Etch-ah-oat-eenh-kwenh =people from the land of giants place).- Jedna od bandi Slavey Indijanaca, porodica Athapaskan, između Liard Rivera i Divide, duž rijeka Black, Beaver i Willow. Etchaottine, kako ih navodi Swanton, imali su u prošlosti trgovačkih veza s Tlingit Indijancima iz Britanske Kolumbije. Još do 1807. godine Northwest Company podiže postaju na mjestu gdje se susreću Liard i Petitot,  a 1821. dolaze i u kontakt s ljudima kompanije Hudson Bay čime počinje trgovina krznima. Današnji potomci žive im u Fort Liardu u Northwest Territories, Kanada, pod službenim imenom Acho Dene Koe First Nation. Populacija: 596 (2004)
Sastoje se od dvije lokalne podgrupe: Bistchonigottine i Krayiragottine.

## Vanjske poveznice
- Acho Dene Koe Band
- Fort Liard  Arhivirana inačica izvorne stranice od 5. veljače 2007. (Wayback Machine)